# Mesocanthus latisternus
Mesocanthus latisternus är en mångfotingart som beskrevs av Carl Graf Attems 1934. Mesocanthus latisternus ingår i släktet Mesocanthus och familjen trädgårdsjordkrypare.
Artens utbredningsområde är Afghanistan. Inga underarter finns listade i Catalogue of Life.